# Кумани, Михаил Николаевич
Михаил Николаевич Кумани (греч. Μιχαήλ Κουμάνης; 1770—1865, Николаев) — русский адмирал. Сын контр-адмирала Николая Петровича Кумани; отец генерала флота Николая Михайловича Кумани; дед контр-адмирала Михаила Николаевича Кумани.

## Биография
Родился в 1770 году в семье Николая Петровича Кумани.
В 1789 году в чине гардемарина зачислен в Черноморский флот и через два года был произведен в чин мичмана.
На Чёрном море командовал лансоном № 5, 14-пушечным крейсерским судном «Принц Александр», лансоном «Ерофей», габарой «Валериан», 8-пушечной шхуной № 2, 8-пушечной бригантиной «Алексей» и 18-пушечным корветом «Павел». Участвовал в русско-турецкой войне 1806—1812 годов и в 1809 году был произведён в чин капитан-лейтенанта; 26 ноября 1810 года награждён орденом Святого Георгия IV степени.
В кампании 1812—1813 годов командовал транспортным судном «Прут», а в 1814—1816 годах — 32-пушечным фрегатом «Везул». В 1816 году был произведён в чин капитана 2-го ранга. В 1817—1821 годах служил в Черноморском адмиралтейском департаменте в Николаеве.
В 1821 году Кумани был назначен командиром 74-пушечного корабля «Максим Исповедник», а в следующем году — командиром 29-го флотского экипажа. В 1823 году произведён в чин капитана 1-го ранга и назначен командиром 84-пушечного корабля «Пимен»; 9 декабря 1826 года награждён орденом Св. Владимира IV степени с надписью «35 лет».
Во время русско-турецкой войны участвовал в 1828 году в осаде Анапы и взятии Варны, за что был награждён золотой саблей с надписью «За храбрость». В следующем году, в чине контр-адмирала Михаил Николаевич при взятии крепости Созополь (Сизополь) командовал отрядом в составе кораблей «Императрица Мария», «Пантелеймон», «Пимен», фрегатов «Рафаил» и «Евстафий», а также трёх канонерских лодок (335 орудий) с десантом 1162 человека и был награждён орденом Святой Анны 1-й степени.
В 1833 году, командуя отрядом судов, участвовал в экспедиции на Босфор и высадке десанта на азиатском берегу Босфорского пролива, в местечке Ункиар-Скелесси.
1 января 1843 года был назначен членом общего присутствия Черноморского интендантства и в том же году был произведён в чин вице-адмирала. 21 февраля 1855 года был назначен членом Адмиралтействсовета и 25 октября того же года был произведен в чин адмирала.
После отставки Михаил Николаевич проживал в Николаеве, где и скончался в 1865 году.